# Continu-invariant
Een continu-invariant is een eigenschap die behouden blijft onder een continue functie. Als {\displaystyle X} een topologische ruimte is met een invariante eigenschap, en {\displaystyle f} is een continue afbeelding van {\displaystyle X} naar een topologische ruimte {\displaystyle Y}, dan heeft het beeld {\displaystyle f(X)}, uitgerust met de deelruimtetopologie van {\displaystyle Y}, eveneens die eigenschap.
De topologie houdt zich bezig met het bestuderen van continu-invarianten.
Voorbeelden van continu-invarianten zijn
- Compactheid
- Samenhang en Wegsamenhang
- Scheidingsaxioma's, in het bijzonder de Hausdorff-eigenschap
- Aftelbaarheidsaxioma's
- Metrizeerbaarheid